# Restauradores
Restauradores è una stazione della linea Blu della metropolitana di Lisbona. Sorge nella centralissima Praça dos Restauradores, all'inizio di Avenida da Liberdade.
La stazione è stata inaugurata nel 1959 ed è stata capolinea della linea blu fino al 1998.
A questa stazione è collegata la stazione di Lisbona-Rossio, dove transitano i treni della linea suburbana Lisbona-Sintra.